# Spedizione di Terranova
La Spedizione di Terranova fu una serie di manovre di flotta e sbarchi anfibi presso la costa di Terranova, Labrador e Saint Pierre e Miquelon compiute dalle flotte combinate francese e spagnola nel corso delle Guerre rivoluzionarie francesi. Questa spedizione, composta di sette navi di linea e tre fregate agli ordini del contrammiraglio Richery salparono da Cadice nell'agosto del 1796 accompagnate da un potente squadrone spagnol comandato dal generale Solano, col compito di scortare le navi sino alle coste di Terranova.
Il 28 agosto 1796 questo squadrone combinato franco-spagnolo di 20 vascelli, con a bordo 1500 uomini, giunse presso le coste di Terranova. Gli inglesi diedero subito l'allarme in particolare quando i francesi sbarcarono i 1500 uomini a Bay Bulls e 2000 a Portugal Cove nella Baia di Conception, marciando poi su St. John's. La guarnigione di St. John's apparteneva al Royal Newfoundland Regiment, con aggiunte della Royal Artillery, della Royal Newfoundland Volunteers e da volontari. Nel porto erano inoltre presenti tre navi incendiarie. L'ammiraglio francese Joseph de Richery, decise di non sbarcare direttamente nell'area, ma di condurre le operazioni partendo da Bay Bulls, 18 miglia più a sud di St. John's, il 4 settembre.
Il 4 settembre la spedizione entrò a Bay Bulls dove vi erano come previsto meno forze d'opposizione, mettendo l'area a ferro e fuoco, danneggiando così anche le numerose pescherie che erano la principale risorsa economica dell'area. Dopo aver fatto una dozzina di prigionieri inglesi, la flotta combinata salpò alla volta di Saint Pierre e Miquelon, all'epoca colonia inglese, e li rimasero per due settimane rifornendosi di acqua e preparandosi per il viaggio di ritorno in Francia ed in Spagna rispettivamente. La spedizione combinata aveva distrutto in tutto più di 100 vascelli di pescatori della flotta di Terranova ed aveva incendiato la maggior parte delle stazioni di pesca costiere, tra cui la base inglese presso Placentia Bay.

## Antefatto
Il 19 agosto 1796 venne sottoscritto un trattato di alleanza, offensiva e difensiva, tra Francia e Spagna noto col nome di Secondo Trattato di San Ildefonso. Il trattato venne ratificato a Parigi il 12 settembre, ed il 5 ottobre venne emessa una dichiarazione di guerra da parte della Spagna contro la Gran Bretagna. La flotta, al comando di Don Juan de Langara, partì da Cadice. Le navi, al comando del contrammiraglio Solano andarono a riunirsi a quelle francesi composte da sette navi di linea e tre fregate al comando del contrammiraglio Richery per compiere una spedizione contro gli insediamenti inglesi a Terranova, in Nord America.
Nell'agosto del 1796, sia il Canada che la Nuova Scozia seppero della notizia secondo la quale l'ammiraglio Richery era riuscito a sfuggire al blocco di vigilanza imposto dall'ammiraglio Robert Mann a Cadice e quindi capirono che egli doveva essere diretto proprio verso Terranova. Contro queste forze nemiche, il viceammiraglio Wallace a St. John's poteva opporre solo la vecchia HMS Romney (50 cannoni), oltre a due navi da 32 cannoni e due da 16. Il capitano Taylor, a bordo della HMS Andromeda, di 32 cannoni, era partito alla volta dei Grandi Banchi di Terranova con l'ordine di proteggere il commercio dell'area. Il 3 settembre parlò con uno schooner, il cui capitano lo informò di aver avvistato la flotta nemica composta da diverse navi di linea e fregate. Successivi rapporti indicarono che l'intenzione dei francesi era quella di sbarcare alla Baia di Conception.

## Il tentativo di St. John's
Richery si pose come obbiettivo St. John's, contando sulla propria superiore potenza di fuoco che avrebbe potuto sottomettere facilmente Fort Amherst. Battuti sul mare, infatti, gli inglesi avrebbero avuto gioco facile a ritirarsi dietro i propri forti e batterie a St. John's per prepararsi a resistere. La mattina del 2 settembre 1796 la flotta francese venne avvistata al largo della costa. Wallace non disponeva di una grande guarnigione a St. John's, ma si impegnò per fingere che gli inglesi disponessero di forze considerevoli per far credere ai francesi che St. John's sarebbe stata troppo impegnativa da prendere per le loro forze. Egli fece montare dai propri uomini numerose tende all'entrata del porto e li fece marciare da Fort Amherst verso Signal Hill. Richery non disponeva di spie tra le difese di St. John's e pertanto non poteva disporre di informazioni accurate sull'area. L'unica sua traccia fu John Morridge, il capitano del peschereccio del governatore Wallace, che era uno dei prigionieri catturati a Bay Bulls. La grande flotta di Richery si portò a Cape Spear per un giorno osservando i movimenti del nemico a terra. Il mattino seguente, Richery formò una linea di battaglia e si portò all'entrata del porto. Osservati gli armamenti si riportò in mare. L'inganno inglese aveva funzionato salvando il porto e la città. Il governatore Richard Wallace, nel frattempo, si impegnò comunque per rintracciare volontari per rafforzare i forti e preparare nuove batterie di artiglieria costiera contro le navi dei francesi.
In Francia, il pubblico venne informato che Richery aveva costretto alla resa la città ed i forti di St. John's catturandovi anche grandi quantità di pescato e più di un centinaio di marinai inviati a Santo Domingo. Ad ogni modo solo ad ottobre le notizie "autentiche" giunsero in Inghilterra dove si seppe che l'ammiraglio aveva abbandonato il suo piano di assalto vero e proprio a St. John's ed aveva lasciato le coste dell'isola il 29 settembre.

## Bay Bulls
Il 4 settembre lo squadrone francese entrò a Bay Bulls. Il villaggio locale si arrese all'arrivo del nemico. L'ammiraglio Richery saccheggiò e distrusse l'intero insediamento e tutti i pescherecci e le relative stazioni presenti nel porto, costringendo gli abitanti a fuggire nei boschi circostanti. 57 strutture e 47 pescherie vennero catturate assieme a più di 400 prigionieri.

## Chateau Bay
Il 5 settembre, Richery distaccò dal proprio squadrone l'ammiraglio Zacharie Jacques Théodore Allemand e lo inviò a razziare Bay of Castles (Labrador) con le navi Duquesne, Censeur e Friponne mentre lo stesso Richery procedette alla volta di Saint Pierre e Miquelon con le navi Victoire, Barras, Jupiter, Berwick e Révolution, oltre alle fregate Émbuscade e Félicité.
Ritardato dai venti e dalla nebbia, Allemand non entrò nella Bay of Castles sino al 22 settembre, data alla quale gran parte dei pescherecci era già partita alla volta dell'Europa. Il commodoro francese inviò un ufficiale a chiedere la resa del villaggio ma questa venne rifiutata e gli inglesi distrussero personalmente le strutture locali perché non cadessero nelle mani del nemico.

## Il raid su Saint Pierre and Miquelon
Richery distrusse tutte le costruzioni, vascelli e stazioni di pesca che trovò a Saint Pierre e Miquelon, proclamando il possesso dell'isola alla Francia ma lasciandola praticamente spopolata. Circa 225 case, 17 pontili e 8 altre costruzioni, oltre a 80 pescherecci e 80 000 quintali di merluzzo andarono dispersi. L'ammiraglio Richery issò la bandiera francese sull'isola di St. Pierre, che anni prima si era arresa agli inglesi di Halifax, ma che era stata lasciata senza una guarnigione stabile e pertanto un gruppo di pescatori vi aveva liberamente costruito un insediamento commerciale. Lo squadrone di Richery quindi si divise e una parte salpò alla volta delle coste del Labrador per intercettare altri pescherecci diretti all'isola dal Québec mentre l'ammiraglio Richery rimase presso Cape Breton con quattro navi di linea ed una fregata.
Il 27 settembre, l'ammiraglio George Murray giunse ad Halifax dalle Bermuda. Anche se le informazioni presentate a lui continuavano ad essere piuttosto confuse, la mancanza di trasporti e di truppe era chiaro sintomo del fatto che la spedizione era stata un raid piuttosto che un serio tentativo di attaccare e conquistare la colonia britannica di Terranova. Due giorni dopo, Allemand partì dalle coste come Richery aveva già fatto, diretto verso la madrepatria. Il 5 novembre, Richery, con la sua divisione, entrò nel porto di Rochefort, come il 15 novembre Allemand raggiunse quello di Lorient.

## Conseguenze
La flotta combinata franco-spagnola distrusse più di 100 vascelli mercantili facendo un gran numero di prigionieri inglesi. Alcuni di questi vennero inviati ad Halifax, mentre altri (circa 300) vennero trasportati in Francia ed in Spagna. I pescherecci inglesi si ripresero solo dopo la firma del Trattato di Amiens nel marzo del 1802, ricostruendo una flotta di 71 pescherecci a Terranova. Entrarono nuovamente in crisi con lo scoppio della guerra nel 1803, riprendendosi poi solo dopo la Battaglia di Trafalgar nell'ottobre del 1805, rientrando nuovamente in crisi con lo scoppio della guerra anglo-americana del 1812–14.

## Letteratura popolare
Lo scrittore spagnolo Arturo Pérez-Reverte cita questa spedizione in una delle sue opere, Cabo Trafalgar: un relato naval.